# 평창 상원사 목조문수보살좌상 및 복장유물
평창 상원사 목조문수보살좌상 및 복장유물(平昌 上院寺 木造文殊菩薩坐像 및 腹藏遺物)은 대한민국 강원특별자치도 평창군, 상원사에 있는 조선시대의 목조 보살상이다. 1976년 7월 16일 강원특별자치도의 유형문화재 제52호로 지정되었다가, 2014년 1월 20일 대한민국의 보물 제1811호로 승격, 지정되었다.

## 개요
‘평창 상원사 목조문수보살좌상 및 복장유물(平昌上院寺木造文殊菩薩坐像및 腹藏遺物)’은 조선 1661년(현종 2)의 조성연대와 문수보살좌상임을 밝히는 발원문과 함께 많은 복장유물을 동반하고 있는 중요한 보살상이다. 이외에도 발원문을 통해 같은 해 전라남도 강진의 무위사 지장보살상을 조성한 회감(懷鑒)과 여러 명의 조각승이 함께 참여하여 조성되었다는 것을 알 수 있다.
상원사 보살상은 여의를 들고 있는 문수보살상으로 희귀한 예에 속한다. 또한 지물(持物)뿐만 아니라 섬세한 보관도 조성 당시의 모습 그대로 남아 있어 주목된다. 특히 안정감 있는 신체, 조용하면서도 중후한 느낌의 상호, 입체적이면서도 부드러운 선묘를 보이고 있어 조각적으로도 완성도가 높다.
발원문은 의천(義天)이 작성한 것인데 상원사의 세 번에 걸친 중창내력과 성격, 문수보살상의 조성과정 등을 상세히 밝히고 있다. 특히 이 불상을 조성한 회감은 17세기 중엽경 인균(印均)과 함께 많은 불상을 제작했던 조각승이어서, 당시 활발히 활동했던 조각승간의 교류관계 및 이에 따른 불상 양식의 흐름과 변천을 연구하는 데에 많은 도움이 된다.
한편 1661년이라는 분명한 조성시기는 이 상이 17세기 전반기과 후반기 양식을 이어주는 지점에 있는 불상이자 17세기 후반의 기준작으로 대표될 수 있음을 의미하여 이 시기 불교조각 및 조각승 연구에 중요한 가치가 인정된다.

## 같이 보기
- 상원사

## 참고 자료
- 평창 상원사 목조문수보살좌상 및 복장유물 - 국가유산청 국가유산포털